# Seules les bêtes (film)
Pour plus de détails, voir Fiche technique et Distribution.
Seules les bêtes est un thriller franco-allemand réalisé par Dominik Moll et sorti en 2019. 
Il s'agit de l'adaptation du roman noir éponyme de l'écrivain Colin Niel, publié en 2017 aux éditions du Rouergue, et récompensé par de nombreux prix littéraires.

## Synopsis
Dans un prologue, on voit un jeune Ivoirien, Rolex, traverser Abidjan à vélo avec une chèvre attachée dans le dos. Il entre dans un immeuble et demande « Papa Sanou ».
La scène se déplace dans le Massif Central français en plein hiver et le premier chapitre, "Alice". Alice Farange est agent d'assurance et visite une ferme ovine dont le propriétaire, Joseph Bonnefille, vit seul. Elle le salue alors qu'il sort du bois. Ils entrent à l’intérieur, font des affaires, puis font l’amour. Ensuite, Alice remarque que Joseph semble distrait. Elle rentre à la ferme d'élevage où elle vit avec son mari Michel et son père. La télévision prévient d'une tempête de neige et donne des nouvelles de la disparition d'une femme, Évelyne Ducat, qui vivait avec son mari dans une maison de campagne voisine. Le lendemain, un policier local, Cédric Vigier, appelle les Farange pour s'enquérir de l'affaire, mais ils ne lui disent rien, même si Alice a aperçu la voiture abandonnée d'Évelyne en revenant de chez Joseph. Après le départ de Cédric, Michel confronte Alice à propos de sa liaison. Lorsqu'elle rend visite à Joseph le lendemain, il n'est pas chez lui. Elle entre dans la grange à foin et trouve son chien mort, blessé par balle. Joseph apparaît et lui dit avec colère de partir. Quand Alice revient, elle voit Michel au téléphone, disant avec colère qu'il ne portera pas plainte. Il refuse de s'expliquer et s'en va, revenant le nez en sang. Alice demande s'il s'est battu avec Joseph et a tué son chien, mais il reste silencieux. Le lendemain, Michel disparaît, laissant sa voiture vide à Cédric et Alice.
Le chapitre suivant, « Joseph », s'ouvre avec le fermier trouvant le corps d'Évelyne derrière sa ferme : la scène qu'Alice a interrompue au début de son chapitre, et la raison de la déconfiture de Joseph. Il essaie de se débarrasser du corps plus loin, mais hésite et le ramène à la ferme. Là, il construit un labyrinthe de bottes de foin dans la grange pour cacher le corps. Les jours suivants, il commence à parler à Évelyne, lui joue de la musique et passe des nuits avec elle dans la cachette. Il hallucine une Évelyne vivante, qui lui pardonne de ne pas avoir signalé rapidement la mort récente de sa mère, laissant le corps se décomposer. Les aboiements du chien contre le corps d'Evelyne éveillent les soupçons de Cédric en visite. Plus tard, lorsque le chien trouve et mord le corps d'Évelyne, Joseph lui tire dessus. La scène dans la grange avec Alice se répète du point de vue de Joseph, montrant qu'il vient de sortir de la cachette d'Évelyne. Il décide qu'il est trop risqué de garder le cadavre dans la grange et le transporte jusqu'à un gouffre profond et isolé, où il le laisse tomber, puis saute après lui jusqu'à sa mort.
Dans un nouveau chapitre, "Marion", on voit le personnage principal, une jeune serveuse dans un restaurant de bord de mer à Sète, flirter avec Evelyne, qui dîne seule. Les deux entament une liaison passionnée qui se poursuit dans l'hôtel d'Évelyne où elles font l’amour et passent la nuit ensemble. Evelyne parle à Marion de son mari mais suggère que ce qu'elle fait ne le dérange pas. Finalement, Marion se réveille seule et trouve un mot d'Évelyne promettant de la revoir lors de sa prochaine visite à Sète. Mais Marion est tombée amoureuse et part en auto-stop dans les montagnes pour retrouver Evelyne dans sa maison de campagne. Michel, qui passe avec Alice, ralentit pour récupérer Marion mais s'éloigne brusquement en apercevant son visage. Marion retrouve Évelyne seule dans la bastide. Leur passion reprend mais Évelyne est mal à l'aise de l'avoir dans cette partie de sa vie. Elle conduit Marion à un hôtel et lui propose de payer. Marion refuse, puis trouve l'hôtel au-dessus de ses moyens et s'installe dans un mobil home dans un camping. Marion poursuit toujours Évelyne, qui continue de la mettre à distance en mentant que son mari rentre à la maison. Seule dans la caravane, Marion est surprise par quelqu'un qui l'espionne. Elle revient plus tard et trouve une enveloppe pleine d'argent. Elle appelle Évelyne en colère ; Évelyne arrive au mobil home et met fin à la liaison en criant et en giflant la jeune femme, puis s'en va. Le lendemain, Cédric rend visite à Marion et l'interroge. Ensuite, Michel débarque au mobil home, se comporte amoureusement et appelle Marion « Amandine ». Elle réagit avec terreur, crie et donne du sang au nez à Michel, qui s'enfuit.
Le mystère d'"Amandine" est expliqué dans le dernier chapitre. Retour à Abidjan où le jeune Armand au chômage bavarde avec ses amis à propos de la Rolex du prologue, que l'on voit maintenant se diriger en grande pompe vers une boîte de nuit, grâce aux succès des escroqueries sur Internet aidés par le sorcier Papa Sanou. Armand décide de lui emboîter le pas et commence à discuter en ligne avec Michel dans le rôle d'Amandine, lui envoyant des photographies d'une jeune Européenne qui ressemble un peu à Marion. Après le début de l'arnaque, Armand obtient une audience auprès de Sanou. Le sorcier bénit l'entreprise lors d'un rituel, avertissant Armand de lui rapporter de l'argent s'il réussirait. "Amandine" soutire de plus en plus d'argent à Michel, et Armand fait ses propres débuts extravagants en boîte de nuit. Là, il remarque son ex-amante Monique et rentre chez lui avec elle. Monique vit comme une femme entretenue par un Français blanc dans une villa de luxe, avec sa fille Flore (et celle d'Armand). Le Français est absent et Armand ravive la relation en achetant des cadeaux coûteux pour Monique et Flore. Mais l'arnaque est mise en péril lorsque Michel raconte à « Amandine » qu'il l'a vue près de chez lui (l'incident de l'auto-stop). Armand joue le jeu, mais ne sait pas comment donner suite. Il revient vers Papa Sanou, qui interprète cette complication comme une punition spirituelle pour ne pas avoir partagé les bénéfices, et exige 4 000 euros pour la faveur continue des esprits. Paniqué, Armand fait la demande extravagante de Michel. Michel a déjà retrouvé Marion jusqu'au camping, la traquant et laissant l'argent que Marion pensait provenir d'Évelyne. Il répond à la dernière demande d'Armand en retournant au camping, où il espionne la violente confrontation d'Evelyne avec Marion, et croit à l'histoire d'Armand selon laquelle Amandine est poursuivie par des créanciers de la pègre. Prenant Évelyne pour l'un de ces crétins, il la poursuit dans le noir et l'étrangle, puis laisse le corps dans la ferme de Joseph pour se venger de sa liaison avec Alice.
À Abidjan, Armand est arrêté lors d'un raid de cybercriminalité. La police ivoirienne appelle Michel et lui explique l'arnaque, mais il refuse de porter plainte (l'appel téléphonique sur lequel Alice est intervenue dans le premier chapitre). On revoit la confrontation de Michel avec Marion, et la scène où Alice lui pose des questions sur son nez qui saigne. Consumé par la culpabilité, Michel part pour Abidjan, où Armand exerce désormais un travail honnête mais humble auprès de son oncle. Monique se présente pour annoncer à Armand qu'elle déménage en France avec son bienfaiteur et tente de lui rendre un collier coûteux qu'il lui a offert dans des jours meilleurs. Michel retrouve Armand et le confronte, mais sans grande satisfaction. De retour à son hôtel, Michel rit amèrement alors qu'un autre escroc sur Internet tente d'attirer son attention. Enfin, il est révélé que "l'homme blanc" de Monique n'était autre que Guillaume, le mari d'Évelyne, alors que Monique arrive à la fatidique maison de campagne avec Flore et regarde autour d'elle le paysage enneigé inconnu.

## Fiche technique
- Titre original : Seules les bêtes
- Réalisation : Dominik Moll
- Scénario : Dominik Moll et Gilles Marchand, d'après l'œuvre de Colin Niel
- Décors : Emmanuelle Duplay
- Costumes : Isabelle Pannetier
- Photographie : Patrick Ghiringhelli
- Montage : Laurent Roüan
- Musique : Benedikt Schiefer
- Musique additionnelle : "Tu t'en vas", interprété par Alain Barrière et Noëlle Cordier
- Casting : Agather Hassenforder
- Directeur de production : Diego Urgoiti-Moinot
- Producteur : Simon Arnal-Szlovak, Caroline Benjo, Barbara Letellier et Carole Scotta
  - Coproducteur : Gerhard Meixner et Roman Paul
- Société de production : Haut et Court et France 3 Cinéma
- Société de distribution : The Match Factory et Haut et Court
- Pays d'origine :  France et  Allemagne
- Langue originale : français
- Format : couleur - SCOPE - 5.1
- Genre : thriller et drame
- Durée : 117 minutes
- Dates de sortie :
  - Italie : 28 août 2019 (Mostra de Venise)
  - France : 4 décembre 2019

## Distribution
- Denis Ménochet : Michel Farange
- Laure Calamy : Alice Farange, la femme de Michel
- Valeria Bruni Tedeschi : Évelyne Ducat
- Damien Bonnard : Joseph Bonnefille, le fermier isolé
- Bastien Bouillon : Cédric Vigier, le gendarme
- Guy Roger N'drin : Armand, le jeune Abidjanais
- Nadia Tereszkiewicz : Marion, la jeune amoureuse
- Marie Victoire Amié : Monique, l'amour d'Armand
- Fred Ulysse : le père d'Alice
- Colin Niel : le vendeur de la coopérative

## Distinctions

### Récompenses
- Festival international du film de Tokyo 2019 : Prix de la meilleure actrice pour Nadia Tereszkiewicz et Prix du public[1]

### Sélections
- Mostra de Venise 2019 : sélection en section Giornate degli Autori
- Festival international du film de La Roche-sur-Yon 2019 : sélection en compétition internationale
- Festival du cinéma méditerranéen de Montpellier 2019 : film de clôture

### Nominations
- César 2020 :
  - Meilleure adaptation : Dominik Moll et Gilles Marchand
  - Meilleure actrice dans un second rôle : Laure Calamy

## Critiques
Le film est globalement bien reçu par la critique et obtient la moyenne de 3,7/5 sur Allociné. 
Libération a apprécié le film : « Après s'être donné à voir comme un thriller qui appelle un dénouement implacable, où tous les fils patiemment tirés dans l'ombre finiraient par dessiner une toile d'araignée, le film s'engouffre au contraire dans une exquise fragilité. »
Le Parisien publie également une critique favorable du film, qualifié d'« habile puzzle à l'atmosphère sombre et puissante ».
La critique du Monde est plus réservée, évoquant des mécanismes « grossiers, convenus, au point de sembler ne pas convaincre leurs interprètes, pour la plupart bien en deçà de leur engagement habituel ».